# Guatemaladvärgtyrann
Guatemaladvärgtyrann (Zimmerius vilissimus) är en fågel i familjen tyranner inom ordningen tättingar.

## Utbredning och systematik
Fågeln förekommer från södra Mexiko (Chiapas) till El Salvador. Tidigare kategoriserades venezueladvärgtyrann (Z. petersi), perijádvärgtyrann (Z. improbus) och misteldvärgtyrann (Z. parvus) som underarter till villissimus.

## Status och hot
Arten har ett stort utbredningsområde, men tros minska i antal, dock inte tillräckligt kraftigt för att den ska betraktas som hotad. Internationella naturvårdsunionen IUCN listar arten som livskraftig (LC).